# Linéinaya
Linéinaya (del ruso: Лине́йная) es una stanitsa del raión de Apsheronsk del krai de Krasnodar, en Rusia. Está situada en las vertientes septentrionales del Cáucaso Occidental, en el valle del río Tsetse, afluente del río Pshish, afluente del Kubán, 24 km al noroeste de Apsheronsk y 63 km al sureste de Krasnodar, la capital del krai. Tenía alrededor de 288 habitantes en 2010.
Pertenece al municipio Tvérskoye.